# AnnaGrace
Annemie Coenen (Herk-de-Stad, 14 de julho de 1978), nascida Annemie Anna Francine Coenen,  é uma cantora, produtora e compositora, mais conhecida por seu papel no grupo Ian Van Dahl. Atualmente é cantora solo se apresentando sob o nome de AnnaGrace.

## Vida Pessoal Antes da Fama
Desde pequena, a jovem Annemie sempre percebeu que quisera participar do mundo da música, artes e moda, mas para isso precisaria sair de sua pequena cidade natal Herk-de-Stad na Bélgica. Ainda adolescente, Annemie se mudou para Antuérpia, para cursar na escola de Músicas e Artes da cidade. Sem condições financeiras para bancar seus estudos começa a trabalhar em diversos empregos como fábricas, lava-jato, lojas de roupas e promotora de eventos. A virada aconteceu no ano 2000, quando um amigo a convidou para ir até Ibiza trabalhar como dançarina em uma discoteca. Lá, Annemie conheceu os grandes nomes da cena eletrônica européia.

## O Início com o Ian Van Dahl
Quando ela voltou à Bélgica, em 2001, Annemie gravou um fita-demo apenas por diversão, até que a gravação caiu nas mãos do diretor artístico da gravadora belga Antler & Subway, Stefan Wuyts, que estava à procura de um vocalista para substituir a cantora Marsha, já consagrada pela música "Castles In The Sky", do próprio grupo Ian Van Dahl, que fora despedida por desentendimento com os produtores do grupo, Christophe Chantizis e Erik Vanspauwen.
Annemie foi colocada no lugar de Marsha, que por sua vez chegou a processar a gravadora tentando impedir a execução da música nos shows do Ian Van Dahl, já que Marsha é uma das compositoras da canção, mas perdera a causa. Annemie então deu a voz a nova roupagem de "Castles In The Sky" ainda em 2001 e em seguida já começou a escrever com Erik e Christopher as letras das canções do primeiro álbum da banda, chamado a.C.E.

## O primeiro álbum com o Ian Van Dahl
Annemie lançou em maio de 2002 o seu primeiro CD como vocalista do grupo Ian Van Dahl, intitulado a.C.E., uma alusão aos integrantes do grupo Annemie, Christopher e Erik, que fez grande sucesso e vendeu dezenas de milhares de cópias, rendendo a Annemie diversos prêmios internacionais. Além de vocalista, Annemie foi compositora de todas as faixas, exceto Castles In The Sky e Will I?. Os singles deste álbum foram: Castles In The Sky, Will I?, Try, Reason e Secret Love.

## O segundo álbum com o Ian Van Dahl
Em abril de 2004 lançou seu segundo álbum como vocalista do Ian Van Dahl, intitulado Lost & Found, que foi considerado um dos melhores álbuns de música eletrônica lançados naquele ano, angariando diversos elogios da crítica especializada, mesmo tendo sido considerado um fracasso de vendas se comparado ao seu antecessor a.C.E. Nele, vemos uma Annemie mais madura, com letras mais intimistas, falando de seus relacionametos, seja amorosos ou familiares. A faixa Waiting 4 You foi dedicada ao seu avô, que faleceu durante a produção do disco. O próprio nome do álbum (Achados & Perdidos no português) faz alusão aos encontros e desencontros que a vida proporcinou a cantora depois que ela ficou internacionalmente famosa. Os singles deste álbum foram: "I Can't Let You Go" (que foi o mais famoso single do então segundo álbum), "Where Are You Now", "Believe" e "Inspiration".

## 2006: Annemie no auge do Ian Van Dahl
Em outubro de 2005 foi anunciado que Annemie voltara aos estúdios, desta vez com Peter Luts para gravar o primeiro single do suposto terceiro CD do Ian Van Dahl. Em novembro de 2005 é divulgado que o single se chamaria Movin' On e a música é lançada no dia 12 de dezembro de 2005, fazendo de imediato imenso sucesso na Europa. Mas a virada na carreira de Annemie viria em janeiro de 2006, quando o DJ e produtor Basto realiza um remix oficial da música e a lança mundialmente, fazendo imenso sucesso no mundo inteiro, ficando em primeiro lugar em diversos países e se tornando a música mais tocada do ano em 13 países, incluindo o Brasil, onde a canção figurou em #1 por 21 semanas por 4 vezes não consecutivas: nos meses de março, abril, julho, agosto e outubro. E ainda no mesmo ano no Brasil, Annemie (como Ian Van Dahl) subio aos palcos junto com Lasgo (ainda com a vocalista Evi Goffin) na famosa turnê de batalha (Battle Tour) no também famoso show Planet Pop Festival, que reunia os maiores nomes da dance music na época. Em julho do mesmo 2006, é lançada a canção Just A Girl, o segundo single do então ainda inédito terceiro CD que fez novamente imenso sucesso na Europa, ficando em primeiro lugar em diversos países, incluindo a Bélgica, o que levou Annemie e o Ian Van Dahl a uma inédita indicação ao TMF Awards na categoria de "Melhor Artista Dance Nacional".

## 2007: Annemie e o fim do Ian Van Dahl
Depois do viver o melhor ano de sua carreira Annemie se depara com a falência de sua gravadora e sem poder mais utilizar o nome Ian Van Dahl, pois estaria supostamente proibido judicialmente, a cantora encara em 2007 um ano de incertezas sobre sua carreira, porém lança o single "Just A Girl". No fim de 2008 anuncia-se que Annemie decide sair do então encerrado Ian Van Dahl e seguir em carreira solo sob o nome de AnnaGrace, um novo projeto, um novo som, com a voz de Annemie Coenen e a produção de Peter Luts.

## AnnaGrace
Em maio de 2008, Annemie Coenen lança seu projeto solo AnnaGrace com seu primeiro single You Make Me Feel, que faz muito sucesso, e surpreendentemente atinge o #1 do ranking de dance music da Billboard. Em março de 2009 a cantora lança Let The Feelings Go, que em pouco tempo repete o feito e fica novamente em #1 no Billboard Dance Airplay por inacreditáveis 7 semanas consecutivas. O terceiro single, Loves Keeps Calling, tema do filme "Bo", foi lançado em fevereiro de 2010, e também atingiu o primeiro lugar na Billboard Dance Airplay. O primeiro álbum como AnnaGrace foi finalizado pelo produtor Peter Luts no dia 18 de março de 2010.

## Singles lançados pela cantora como Ian Van Dahl
- "Castles in the Sky" (2001) #91 Billboard Hot 100
- "Will I?" (2001) #18 Billboard Dance/Club Play Songs
- "Try" (2002)
- "Reason"(2002)
- "Secret Love" (2002)
- "I Can't Let You Go" (2003)
- "Where Are You Now?" (2004)
- "Believe" (2004)
- "Inspiration" (2004) #4 Billboard Dance Airplay
- "Movin' On" (2006) #1 Hit Parade Brazil (for 24 weeks)
- "Just a Girl" (2007) #6 Billboard Dance Airplay

## Singles lançados pela cantora como AnnaGrace
- "You Make Me Feel" (2008) #1 Billboard Dance Airplay)
- "Let The Feelings Go" (2009) #1 Billboard Dance Airplay
- "Loves Keeps Calling" (2010) #1 Billboard Dance Airplay
- "Celebration" (2010)
- "Don't Let Go" (2010)
- "Ready To Fall In Love" (2012)
- "Alive" (2012)

## Álbuns lançados pela cantora como Ian Van Dahl
- "a.c.e." (2002) #16 Billboard Dance/Eletronic Albums
- "Lost & Found" (2004) #13 Billboard Dance/Eletronic Albums | #1 Apple Music Store

## Álbuns lançados pela cantora como AnnaGrace
- "Ready To Dare" (2010)